# نیکیتا پریس
نیکیتا پریس (انگلیسی: Nikita Parris؛ زادهٔ ۱۰ مارس ۱۹۹۴) بازیکن فوتبال اهل بریتانیا است.
از باشگاه‌هایی که در آن بازی کرده‌است می‌توان به باشگاه فوتبال اورتون، باشگاه فوتبال زنان منچستر سیتی، باشگاه فوتبال زنان منچستر یونایتد، و باشگاه فوتبال زنان اورتون اشاره کرد.
وی همچنین در تیم‌های ملی فوتبال England women's national under-17 football team, England women's national under-19 football team, England women's national under-20 football team, England women's national under-23 football team، زنان انگلستان، و Great Britain women's national football team بازی کرده‌است.